# Sultan-Hasan-Moschee

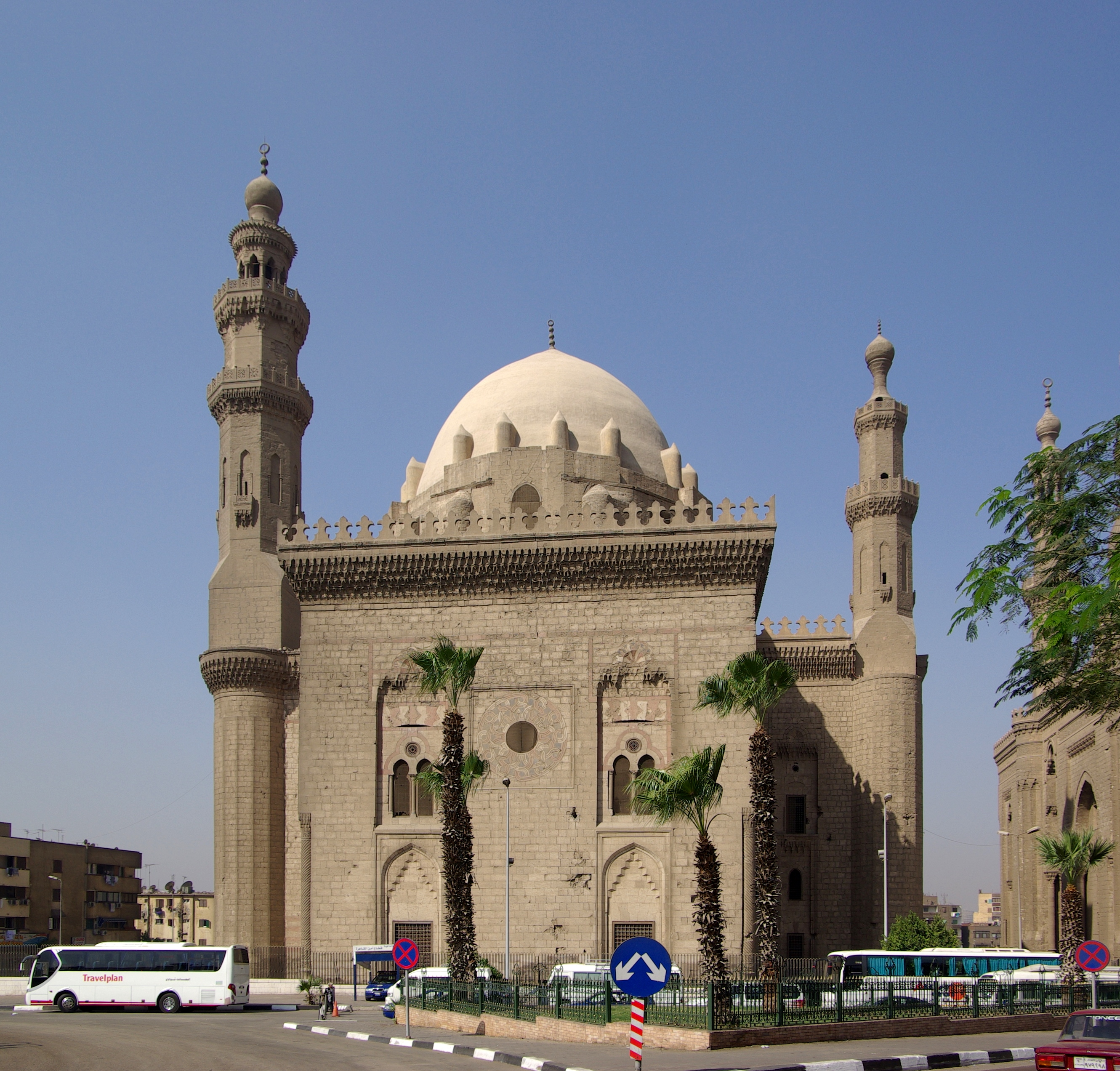
Ansicht von Südosten mit vorgelagertem Mausoleum

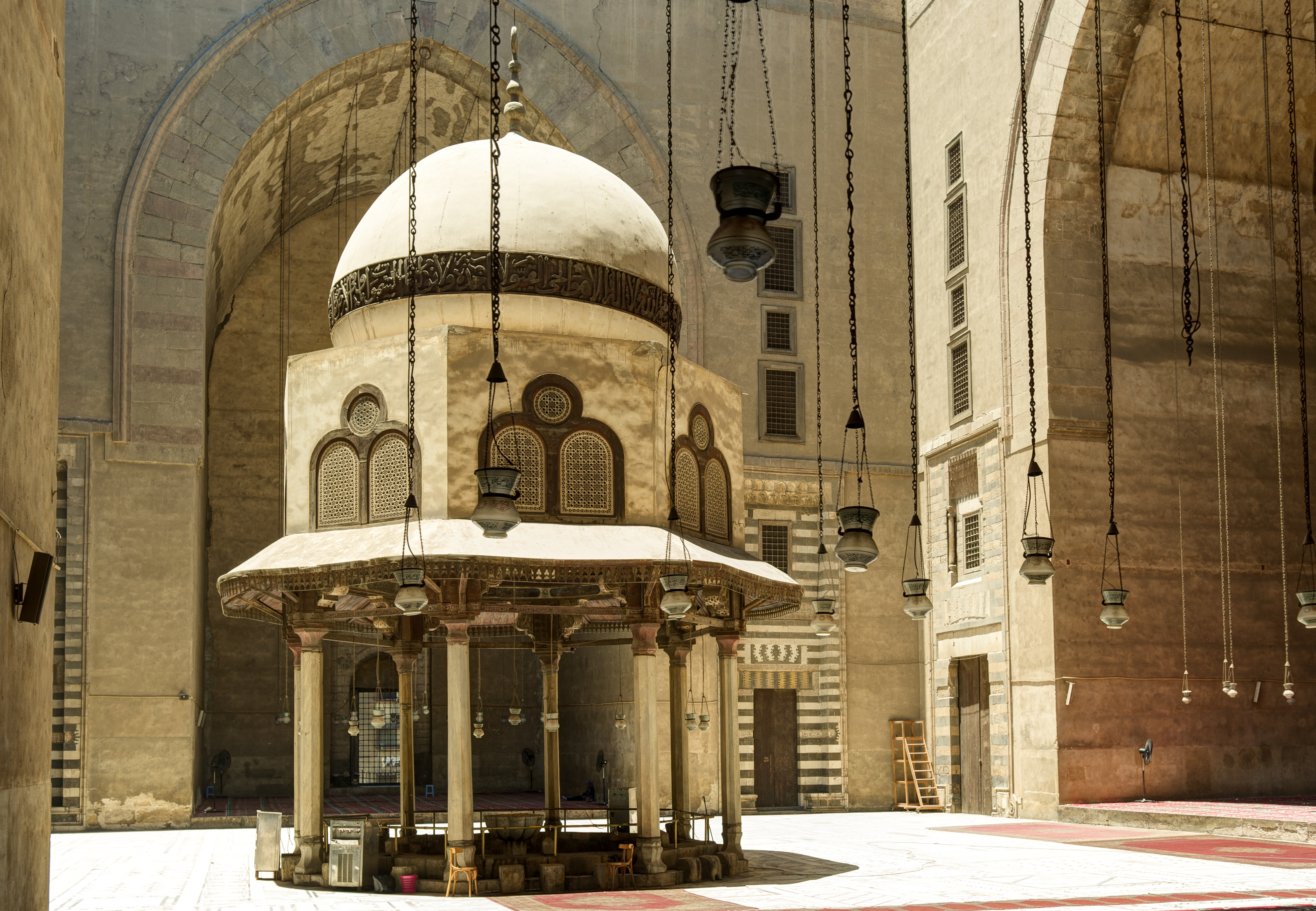
Brunnen

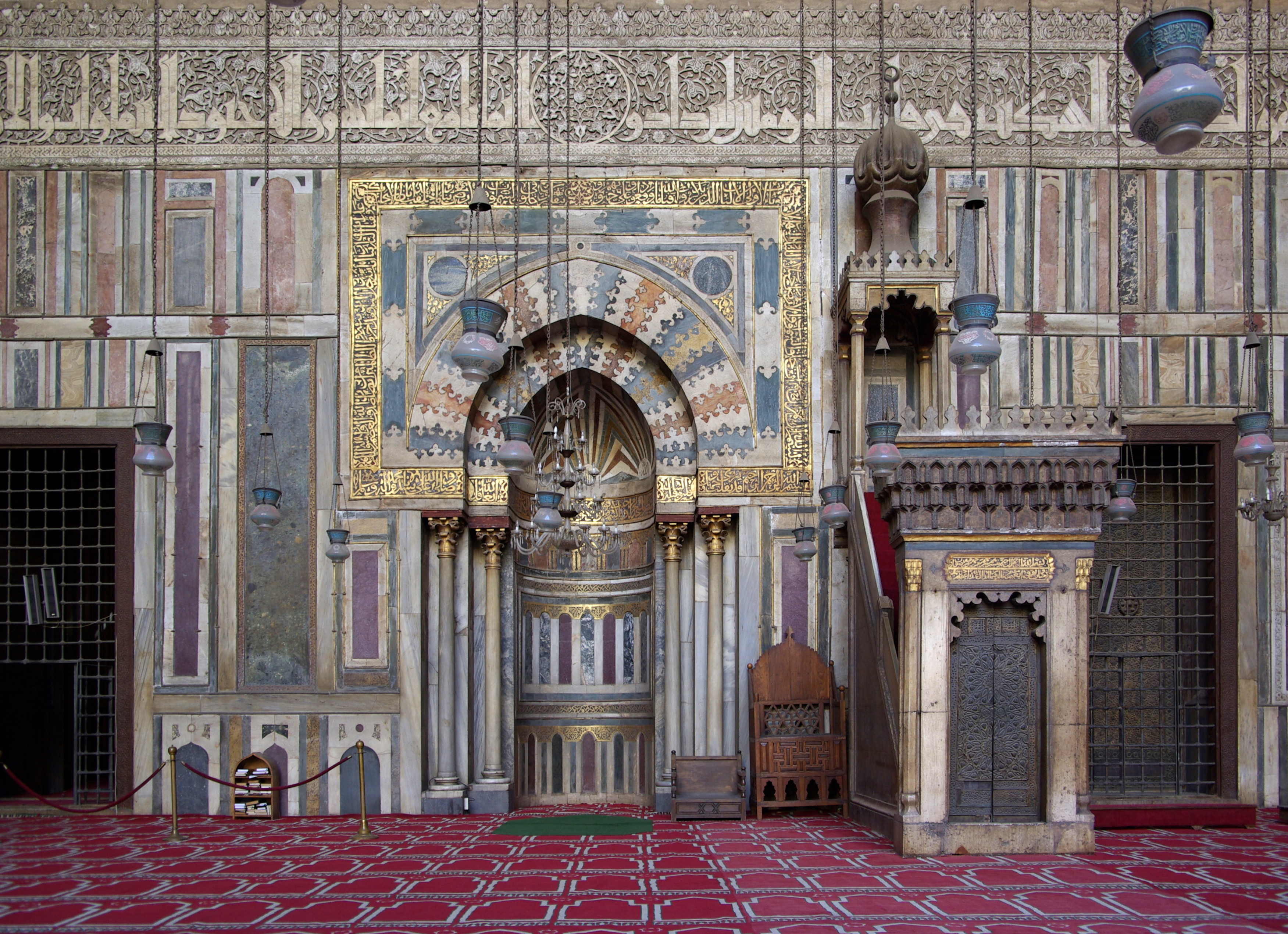
Gebetsnische (Mihrab) und Minbar im Hauptiwan

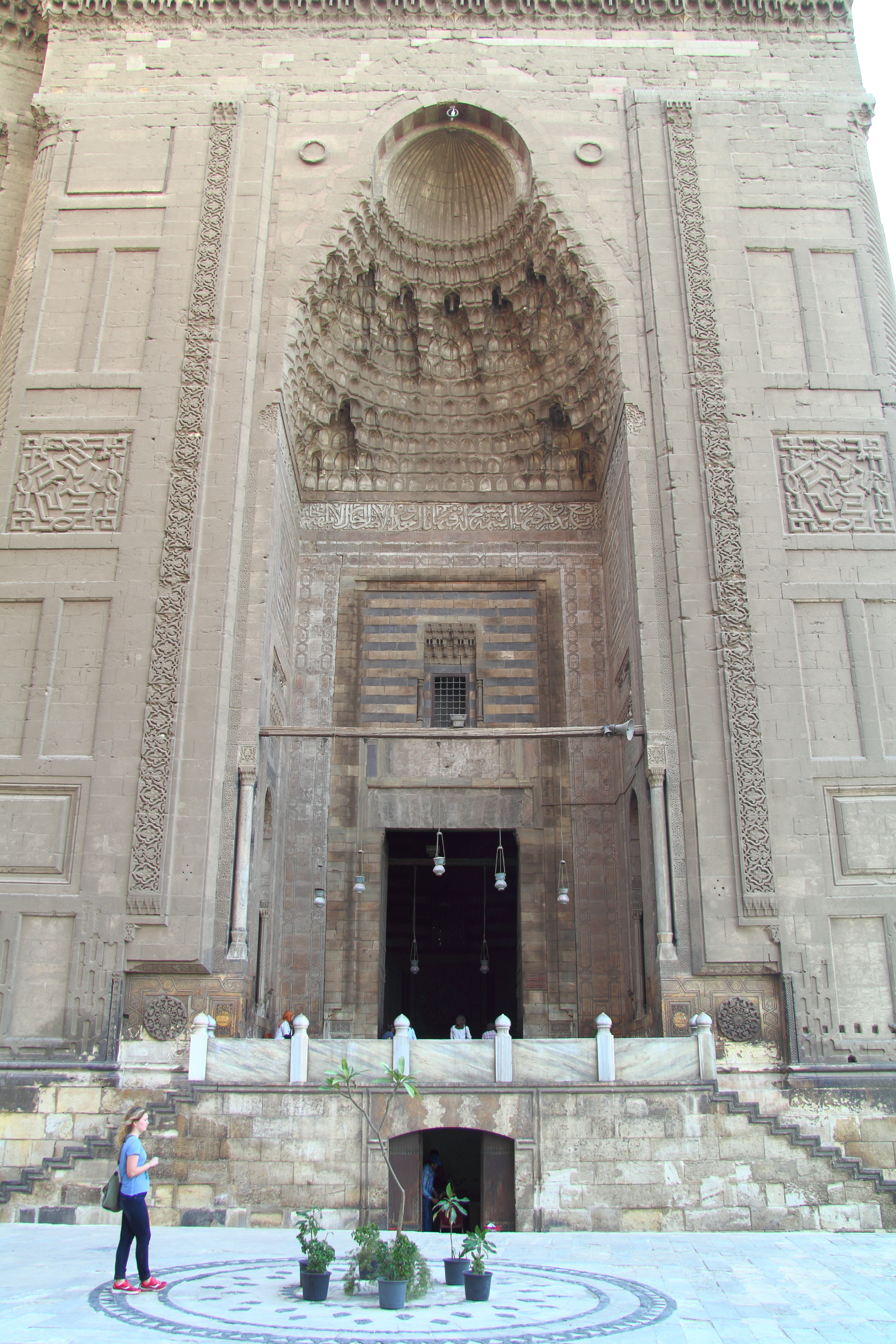
Das monumentale Eingangstor des Moscheekomplexes

Die Moschee im Jahr 1929

Die Moschee des Sultans Hasan (arabisch مسجد ومدرسة السلطان الناصر حسن) in Kairo war zu ihrer Zeit die größte Moschee der Welt. Sie wurde in den Jahren 1356 bis 1363 errichtet. Ihr Erbauer war an-Nasir al-Hasan, der zweimal als Sultan in Ägypten (1347 bis 1351 und 1354 bis 1361) regierte. Der Herrscher war bekannt wegen seiner Gelehrsamkeit, die er sich aneignete, als er die Zeit zwischen seinen beiden Regierungsperioden im Gefängnis verbrachte. Der Moschee waren vier Medresen beigeordnet, die sein Interesse an der Gelehrsamkeit widerspiegelten. Der Bau weist eine Reihe architektonischer Besonderheiten auf. Sein etwas unregelmäßiger Plan misst 65 × 150 Meter. Der derzeitige Chatib ist Ali Dschoma. Unmittelbar daneben befindet sich die ar-Rifa'i-Moschee.

## Die Bauarbeiten
Nach den Berichten des Historikers al-Maqrizi wurde der Bau im Jahr 1356 begonnen. Zeitgenössische Dokumente deuten an, dass im Jahr 1360 schon große Teile des Gebäudes fertiggestellt worden sind. 1361 stürzte jedoch das Minarett ein, das über dem Haupttor errichtet wurde. Dies führte zu zahlreichen Toten und wurde als schlechtes Zeichen für den Sultan ausgelegt. Tatsächlich wurde er 33 Tage später ermordet. Der Bau wurde niemals wirklich fertiggestellt, obwohl die Bauarbeiten fortgesetzt wurden. Die Leiche des Sultans wurde nicht hier bestattet. Der Bau soll mehr als eine Million Dinar gekostet haben und war dadurch auch der kostspieligste im mittelalterlichen Kairo. Als Bauleiter erscheint in einer Inschrift im Komplex Muhammed Ibn Biylik al-Muhsini. Dieser ist auch aus anderen Quellen bekannt und war ein bedeutender Emir. Der Umstand, dass er sich mit einer Inschrift im Bau verewigen durfte, spricht für seine Bedeutung und für die Wichtigkeit des Baues.

## Die Architektur
Der Bau steht an der Stelle eines Palastes, der nur drei Dekaden vorher erbaut worden war und niedergerissen wurde. Für den Bau der Moschee wurden wahrscheinlich aber Baumaterial und die Fundamente dieses Palastes benutzt.
Der Komplex besteht aus der eigentlichen Freitagsmoschee, dem Mausoleum des Sultans und vier Medresen.
Der Haupteingang des Komplexes liegt im Nordosten. Das monumentale Tor ist 38 m hoch und reich dekoriert. Von hier gelangte man durch eine Madrasa zum Kern der Anlage. Es ist ein Hof, dessen vier Seiten jeweils einen Iwan haben. In der Mitte des Hofes befindet sich ein Brunnen. Dies ist der eigentliche Moscheebereich. Die Wände der Iwane sind reich mit Marmor verkleidet. In dem Bereich zwischen den Iwanen befinden sich die Medresen, die jeweils einen eigenen Hof haben und Zellen für die Studenten. Die Nordost- und Südwestfassade des Kernbaus besteht aus jeweils sechs hohen Nischen, in denen sich je acht Fenster befinden. Dies gibt dem Bau ein geradezu modernes Aussehen. Die Südwestfassade ist 150 m lang.
Im Süden befindet sich der größte Iwan, bei dem es sich auch um den größten Iwan in Kairo handelt. Die drei Wände tragen ein Band mit einer monumentalen Inschrift. Dahinter befindet sich das Mausoleum. Es handelt sich um einen quadratischen, an drei Seiten freistehenden Bau, der von einer Kuppel bekrönt wird und nur aus einer großen Halle besteht. Obwohl der Bau weitestgehend freistehend ist, hat jede Außenwand nur zwei Doppelfenster und einen runden Durchbruch, so dass das Mausoleum in Halbdunkel gehüllt ist. Die Kuppel besteht aus Holz und ist mit einem Durchmesser von 21 m die größte aus diesem Material in Kairo. Die ganze Halle ist 30 m hoch. Die Kuppel wurde 1671 rekonstruiert. 1616 beschrieb Pietro della Valle die originale Kuppel als eiförmig, spitz nach oben laufend. Der Bau hat zwei Minarette, die das Mausoleum flankieren, wobei das nördliche 1659 einstürzte und 1671/72 durch das heutige, kleinere ersetzt wurde. Das originale Minarett bestand einst sogar aus zwei Türmchen, die auf einem einzigen Turm ruhten.

## Der Betrieb des Komplexes
Sultan Hasan ordnete an, dass die Einkommen von verschiedenen landwirtschaftlichen Betrieben in Ägypten und Syrien dem Unterhalt des Komplexes und vor allem den Medresen zugutekamen. Diese hatten 200 Schüler, 340 Angestellte und 506 Studenten. Die Moschee hatte 48 Muezzine und zwei Prediger, während sonst ein einziger die Regel war.
Unterrichtet wurden in den Medresen die vier Rechtsschulen des Islam, daneben aber auch Medizin und Astronomie.
Die Moschee steht am Rand der mittelalterlichen Stadt, nahe der Zitadelle. Dadurch hatte der Bau auch eine strategische Bedeutung und wurde mehrmals von Aufständischen als Festung benutzt.

## Trivia
Die Südwestfassade der Sultan-Hasan-Moschee ist auf der Vorderseite der ägyptischen 100 Pfund-Banknote abgebildet.